# Wybory parlamentarne w Rumunii w 2020 roku
Wybory parlamentarne w Rumunii w 2020 roku odbyły się 6 grudnia 2020. W ich wyniku zostało wybranych 330 posłów do Izby Deputowanych oraz 136 członków Senatu. Wybory odbyły się w okresie światowej pandemii COVID-19, frekwencja wyniosła około 32% i była najniższa od czasu obalenia komunistycznego reżimu w 1989.
W wyborach obowiązywały w większości te same reguły ordynacji co w poprzednim głosowaniu z 2016. Przewidywała wybór 330 członków Izby Deputowanych (w tym 18 przedstawicieli mniejszości narodowych i 6 przedstawicieli diaspory) oraz 136 członków Senatu (w tym 2 przedstawicieli diaspory). Ugrupowania (z wyłączeniem komitetów mniejszości narodowych) obowiązywał próg wyborczy, który wynosił 5% w skali kraju lub 20% co najmniej w czterech okręgach wyborczych.
Wybory zakończyły się zwycięstwem Partii Socjaldemokratycznej. Ugrupowanie to zwyciężyło również w 2016 i do 2019 było głównym zapleczem trzech kolejnych rządów. W 2019 utraciło władzę, kiedy to na czele mniejszościowego gabinetu stanął Ludovic Orban z Partii Narodowo-Liberalnej. PNL, która zajęła drugie miejsce, zawarła koalicję z sojuszem partii centrowych (USR i PLUS) oraz z Demokratycznym Związkiem Węgrów w Rumunii. Pozwoliło to na powołanie rządu Florina Cîțu.

## Izba Deputowanych
| Lista wyborcza                         | Głosy     | %    | Mandaty |
| -------------------------------------- | --------- | ---- | ------- |
| Partia Socjaldemokratyczna             | 1 705 786 | 28,9 | 110     |
| Partia Narodowo-Liberalna              | 1 486 402 | 25,2 | 93      |
| Związek Zbawienia Rumunii i PLUS       | 906 965   | 15,4 | 55      |
| Sojusz na rzecz Jedności Rumunów       | 535 831   | 9,1  | 33      |
| Demokratyczny Związek Węgrów w Rumunii | 339 030   | 5,7  | 21      |
| Partia Ruchu Ludowego                  | 284 502   | 4,8  | 0       |
| PRO Rumunia                            | 241 272   | 4,1  | 0       |
| Ekologiczna Partia Rumunii             | 65 808    | 1,1  | 0       |
| Partidul Puterii Umaniste              | 59 465    | 1,0  | 0       |
| Partia Wielkiej Rumunii                | 32 655    | 0,6  | 0       |
| Ugrupowania mniejszości narodowych     |           |      | 18      |
| Razem                                  |           |      | 330     |

## Senat
| Lista wyborcza                         | Głosy     | %    | Mandaty |
| -------------------------------------- | --------- | ---- | ------- |
| Partia Socjaldemokratyczna             | 1 732 289 | 29,3 | 47      |
| Partia Narodowo-Liberalna              | 1 511 227 | 25,6 | 41      |
| Związek Zbawienia Rumunii i PLUS       | 936 864   | 15,9 | 25      |
| Sojusz na rzecz Jedności Rumunów       | 541 938   | 9,2  | 14      |
| Demokratyczny Związek Węgrów w Rumunii | 348 262   | 5,9  | 9       |
| Partia Ruchu Ludowego                  | 291 485   | 4,9  | 0       |
| PRO Rumunia                            | 244 227   | 4,1  | 0       |
| Ekologiczna Partia Rumunii             | 78 656    | 1,3  | 0       |
| Partidul Puterii Umaniste              | 70 536    | 1,2  | 0       |
| Partia Wielkiej Rumunii                | 38 475    | 0,7  | 0       |
| Razem                                  |           |      | 136     |